# (6796) Sundsvall
(6796) Sundsvall (voorlopige aanduiding 1993 FH24) is een planetoïde in de planetoïdengordel, die op 21 maart 1993 werd ontdekt door het Uppsala-ESO Survey of Asteroids and Comets (UESAC) in het La Silla-observatorium van de Europese Zuidelijke Sterrenwacht. De planetoïde werd in 1999 vernoemd naar de Zweedse stad Sundsvall.
(6796) Sundsvall is een planetoïde van ongeveer 11 km diameter.

## Baan om de Zon
De planetoïde beschrijft een baan om de Zon die gekenmerkt wordt door een perihelium van 2,569 AE en een aphelium van 2,909 AE. De baan wordt ook gekenmerkt door een lage excentriciteit van 0,062. De planetoïde heeft een periode van 4,533 jaar (of 1655,55 dagen).